# Saison 4 d'Outlander
Chronologie
Saison 3 Saison 5
Cet article présente les épisodes de la quatrième saison de la série télévisée américaine Outlander.

## Synopsis
Claire et Jamie sont désormais en Amérique, en 1766, alors que les États-Unis ne sont encore que quelques colonies. Le couple cherche à s'installer, loin des aventures écossaises, et aider à bâtir le pays où vivra leur fille Brianna, au XXe siècle.

## Distribution

### Acteurs principaux
- Caitriona Balfe (VFB : Claire Tefnin) : Claire Randall (née Beauchamp) / Fraser
- Sam Heughan (VFB : Nicolas Matthys) : James « Jamie » Fraser
- Sophie Skelton : Brianna "Bree" Randall / Fraser
- Richard Rankin : Roger Wakefield / MacKenzie
- John Bell : Ian Fraser Murray
- Lauren Lyle : Marsali McKimmie Fraser

### Acteurs récurrents
- Tobias Menzies (VF : Simon Duprez) : Frank Randall (épisode 7)
- César Domboy : Claudel « Fergus » Fraser
- David Berry : Lord John William Grey
- Maria Doyle Kennedy : Jocasta Mackenzie Cameron
- Ed Speleers : Stephen Bonnet
- Duncan Lacroix (VFB : Laurent Bonnet) : Murtagh Fitzgibbons Fraser
- Nell Hudson (VFB : Delphine Chauvier) : Laoghaire MacKenzie
- Steven Cree (VFB : Alexandre Crépet) : Ian Murray

## Liste des épisodes

### Épisode 1:Le Rêve américain
- États-Unis /  Canada : 4 novembre 2018 sur Starz / W Network

- États-Unis : 1,082 million de téléspectateurs[1] (première diffusion)

Quatre mois ont passé depuis que Jamie et Claire ont échoué sur les côtes de Géorgie. Un de leurs amis, Gavin Hayes, est condamné à mort pour avoir tué le mari de son amante, et malgré les efforts de Jamie pour le libérer, Hayes accepte sa mort par pendaison. Le tumulte qui suit permet l'évasion de Stephen Bonnet, un pirate que Jamie et ses amis retrouvent alors qu'ils s'introduisaient la nuit dans un cimetière pour enterrer Hayes en terre sacrée. Par honneur et pour la mémoire de Gavin, Jamie et Claire acceptent de mener Bonnet en lieu sûr et de le laisser rejoindre son équipage. Jamie et Claire passent la nuit dans les bois et au réveil, elle raconte comment les États-Unis vont naître d'ici quelques années, avec ses idéaux, ses rêves mais aussi la réalité des faits.
Ils arrivent à Wilmington, en Caroline du Nord, où Jamie veut tenter de vendre le rubis du trésor pour financer le voyage retour en Écosse. Au cours d'un dîner chez le gouverneur Tryon, Jamie reçoit une proposition du capitaine anglais Lillington : s'établir sur des terres et parrainer d'autres migrants écossais pour s'y installer, l'homme étant prêt à ne pas forcer Jamie à payer la taxe pour s'établir. Claire craint qu'ils ne se retrouvent encore du mauvais côté de la guerre d'Indépendance, qui aura lieu dans huit ans, mais lui ne pense qu'au pays où naitra et vivra sa fille Brianna. Le rubis est vendu 100 livres sterling, assez pour les dédommagements. Seul Ian devra rentrer en Écosse, Jamie et Claire partant voir la tante de Jamie, Jocasta Cameron, installée au bord de la rivière Cape Fear depuis avant la guerre jacobite ; Fergus et Marsali, qui attendent leur premier enfant, veulent rester à Wilmington quelque temps.

### Épisode 2:Le Serment de Claire
- États-Unis /  Canada : 11 novembre 2018 sur Starz / W Network

Jamie, Claire et Ian parviennent à River Run, la propriété de Jocasta Cameron, la tante de Jamie, riche et presque aveugle. Elle accueille chaleureusement son neveu dans sa demeure, et si les invités apprécient l'hospitalité, ils remarquent vite que la tante possède de nombreux esclaves noirs. Claire est outrée, redécouvrant le racisme de l'époque, mais Jamie lui conseille de ne pas insister. Ian sympathise avec John Quincy Myers, un explorateur qui lui parle des Indiens natifs. Jamie apprend que, sa tante étant sans héritier, River Run est sujet à convoitise, notamment du lieutenant Wolff, fortuné mais mauvais connaisseur du travail de la terre, contrairement à Jamie. Aussi, lors d'une réception, Jocasta annonce qu'elle fait de Jamie son héritier et nouveau gérant de River Run. Claire refuse d'être propriétaire d'esclaves, aussi Jamie espère pouvoir trouver un moyen légal de les affranchir, mais Farquard Campbell, le conseiller juridique de sa tante, lui explique violemment que la loi exige un prix exorbitant et qu'il ne ferait que s'attirer les foudres des autres propriétaires s'il parvenait à affranchir ses esclaves.

### Épisode 3:Une nouvelle terre
- États-Unis /  Canada : 18 novembre 2018 sur Starz / W Network

1970. Roger Wakefield quitte Inverness et la maison dont il a hérité pour rejoindre Brianna, devenue étudiante à Boston. Ensemble, ils font route vers la Caroline du Nord pour un festival célébrant les Écossais immigrés en Amérique. Les retrouvailles sont romantiques, la journée puis la soirée passent. Quand Brianna se retrouve seule avec Roger, alors qu'elle s'attendait à une nuit d'amour, il la surprend en la demandant en mariage et refuse de coucher avec elle. Brianna est amoureuse mais n'accepte pas la demande, révélant un Roger possessif. Quand Brianna essaie d'apaiser les choses, il lui pose un ultimatum : accepter sa demande ou mettre fin à leur relation. Alors que le festival touche à sa fin en brûlant l'effigie d'un cerf, Brianna part.

### Épisode 4:Vivre ensemble
- États-Unis /  Canada : 25 novembre 2018 sur Starz / W Network

1768. Jamie signe le contrat avec le gouverneur Tryon qui lui donne la propriété de 4000 hectares pour y bâtir Fraser's Ridge. Le gouverneur l'encourage à réunir une communauté au plus vite mais lui rappelle que les Régulateurs rôdent et qu'il sait ses hommes de loi corrompus. Il craint également que le Highlander ne s'entende pas avec les Cherokee vivants près des terres qu'il a acquis. Fergus est chargé de recruter des hommes et Claire voit Marsali, dont le ventre s'arrondit, regretter que sa mère soit au loin. Elle réalise alors à quel point Brianna lui manque.
Jamie, Claire et Ian partent donc marquer les limites de Fraser's Ridge, établir les plans de la demeure à bâtir, mais les premiers contacts avec les Cherokee sont tendus. Une nuit, les réserves de nourriture sont attaqués et un des chevaux est blessé par des griffes que Claire identifie comme celle d'un ours. Jamie espère que John Quincy Myers saura l'aider à communiquer avec ses nouveaux voisins et faire un geste de bonne foi qui permettra une entente, mais il est lui aussi attaqué par l'ours. Gravement blessé, il ne peut prévenir Jamie : l'ours est en fait un Cherokee déguisé. Jamie le tue et traine sa dépouille jusqu'au camp des Cherokee, qui reconnaissent celui qu'ils ont banni pour avoir violé sa compagne et devenu fou à errer dans la forêt. Son geste lui vaut la reconnaissance des Cherokee, qui le nomment « Tueur d'ours » et acceptent son offre de paix. Une sage du village raconte à Claire qu'elle la sait guérisseuse et qu'elle aura une longue vie selon un de ses rêves.

### Épisode 5:Sauvages
- États-Unis /  Canada : 2 décembre 2018 sur Starz / W Network

1768. Jamie retourne avec Ian à Wilmington pour recruter des colons écossais prêts à le rejoindre, mais tous sont réticents car ils savent que les collecteurs d'impôts sont corrompus et vont finir par les extorquer de nouveau. Pendant leur passage, ils retrouvent Murtagh, devenu forgeron après 12 ans de servage, mais aussi devenu meneur des Répurgateurs contre les collecteurs du gouverneur Tryon. Par son engagement envers le gouverneur Tryon, Jamie ne peut rejoindre les Répurgateurs mais assure qu'il ne se mettra pas sur leur chemin. Claire est restée à Fraser's Ridge pour surveiller la naissance d'un bébé chez les Mueller, une famille de colons allemands voisins. Cependant, ceux-ci voient les Cherokee d'un mauvais œil et menacent de les tuer alors qu'ils viennent prendre de l'eau pour leurs chevaux. Une semaine passe et Claire apprend que la mère et son enfant sont morts d'une épidémie de rougeole. Herr Mueller y a vu un signe d'une malédiction des Cherokee et s'est vengée en tuant Adawehi, la guérisseuse de la tribu des Cherokee devenue amie de Claire. Elle le chasse de sa maison et les Cherokee finissent par incendier la demeure, tuant les Mueller. Peu après le retour de Jamie, Murtagh passe leur rendre visite.

### Épisode 6:Le Sang de mon sang
- États-Unis /  Canada : 9 décembre 2018 sur Starz / W Network

En l'absence de Ian, Jamie et Claire reçoivent la visite de lord John Grey qui a fait un détour dans son déplacement vers la Virginie. Il trouve Jamie seul pour le prévenir : William l'accompagne, désormais âgé d'une douzaine d'années, sans sa mère d'adoption Isobel, décédée lors de la traversée de l'Atlantique. Claire et Murtagh trouvent le jeune homme au bord de la rivière, peu habitué à la vie sauvage. En passant la soirée ensemble, Murtagh comprend que le lord soutient le gouverneur Tryon contre les Régulateurs et Jamie le prend à part pour lui demander de ne pas se fâcher avec lui, pour William. Murtagh comprend ainsi que le fils du lord est le fils de Jamie, et accepte de garder le silence.
Murtagh part, et quelques jours plus tard, le lord Grey s'apprête à prendre congé mais Claire remarque sa faiblesse. Elle voit les premiers symptômes de la rougeole et propose de le garder à la maison pendant que Jamie et William restent à l'extérieur quelques jours. Jamie redécouvre son fils, qui se souvient de lui lors de ses premières années à Helwater. Ils passent leurs journées à chasser et pêcher, mais le jeune homme craint qu'il ne soit tenu éloigné de son père mourant. Un matin, William trouve un poisson capturé par un piège des Cherokee. Jamie le trouve avant les natifs mais ceux-ci exigent du sang pour le poisson volé. Jamie tente de protéger William en disant qu'il est son fils mais le jeune homme se dénonce, et pour son courage et son honnêteté, il ne lui est fait qu'une coupure à la main. Dans la maison, Claire s'attache à guérir lord Grey mais s'interroge sur le but de sa venue. Si elle pense d'abord qu'il vient l'espionner pour le gouverneur, elle finit par comprendre que le lord est amoureux de Jamie ; son mariage avec Isobel n'a pas été réellement heureux et à la mort de son épouse, il a douté de pouvoir aimer de nouveau.

### Épisode 7:De l'autre côté
- États-Unis /  Canada : 16 décembre 2018 sur Starz / W Network

- Tobias Menzies (Frank Randall)

Brianna a traversé les pierres. Seule, à pied, avec de quoi survivre et payer la traversée de l'océan, elle finit par se faire une entorse à la cheville et peine à continuer. Elle est finalement recueillie par une femme et sa fille, vivant seule de sa culture et des maigres indemnisations laissées par son ex-mari. Brianna ignore encore que son hôtesse est Laoghaire. Au fil des récits de Laoghaire sur son ex-mari parti rejoindre sa première femme, Brianna se remémore la fin de la relation de sa mère avec Frank. Peu avant sa mort, il avait mis la main sur le document annonçant la mort de Jamie et Claire au XVIIIe siècle, ce qui l'avait motivé à demander le divorce et retourner en Angleterre avec sa fille.
Après quelques jours passés ensemble, Brianna et Laoghaire finissent par réaliser la vérité sur leurs identités. Laoghaire croit à un coup monté avant d'enfermer Brianna dans une chambre pour la faire arrêter pour sorcellerie. Elle est libérée par Joanie, la 2e fille de Laoghaire qui avait fini par apprécier Brianna, et elles trouvent refuge à Lallybroch. Ian offre à sa nièce vêtements et monnaie pour sa traversée à Ayr. En voulant payer sa place pour la traversée, Brianna est approchée par un homme qui veut offrir sa fille comme aide, Elizabeth, et lui faire éviter un mariage forcé. Brianna accepte.

### Épisode 8:Wilmington
- États-Unis /  Canada : 23 décembre 2018 sur Starz / W Network

1769. Après des jours à rechercher Brianna à Wilmington, Roger la retrouve enfin. Devant son geste, Brianna avoue son amour et accepte la demande en mariage de Roger. Ils se promettent de se marier selon un rite écossais ancien et passent leur première nuit ensemble.
Claire et Jamie sont à Wilmington, appelés par le gouverneur Tryon pour assister à une pièce de théâtre mondaine. Ils en profitent pour faire une courte visite à Fergus et Marsali, dont le fils Germain est né. Avant la représentation, Claire rencontre Edmund Fanning mais a également la surprise d'apprendre la présence de George Washington. Jamie apprend que le gouverneur s'attend à une embuscade des Régulateurs de Murtagh et leur a tendu un piège. Pour créer une diversion, il remarque la douleur de Fanning et provoque une crise pendant la pièce, lui permettant de s'éclipser. Claire confirme que Fanning a une hernie inguinale et l'opère sur place, pendant que Jamie part envoyer Fergus prévenir Murtagh du piège. Quand Tryon apprend que le plan a été déjoué, il soupçonne Washington de l'avoir trahi.

### Épisode 9:Les Oiseaux et les Abeilles
- États-Unis /  Canada : 30 décembre 2018 sur Starz / W Network

Brianna retrouve Lizzie, qui comprend qu'elle a été violée mais pense que Roger est le coupable. Le lendemain, Stephen Bonnet force Roger à reprendre la mer avec lui sous peine de perdre une jambe pour ne pas avoir honoré son engagement. Il part sans pouvoir prévenir Brianna, qui le pense donc reparti pour l’Écosse. Juste après, Lizzie apprend que Claire et Jamie sont à Wilmington et se sont fait remarquer au théâtre la veille. Elle prévient Brianna, qui retrouve ses parents et rencontre pour la première fois son père biologique.
En rentrant vers Fraser's Ridge, Ian raconte l'attaque de Stephen Bonnet sur leur navire et Brianna comprend que c'est son violeur en entendant qu'il a volé la bague. Brianna explique les raisons de sa venue dans le passé mais comme l'année de l'incendie a été mal imprimée, Claire et Jamie ne peuvent qu'être prudents pour les 21 janvier à venir. Brianna rencontre Petit Ian et Murtagh. Lizzie n'est pas insensible à Ian.
Brianna reste, essayant de mieux connaitre son père mais craint de trahir la mémoire de Frank. Pour les rapprocher, Claire suggère que Jamie et Brianna partent ensemble chasser des abeilles, la jeune femme ayant montré ses talents au tir et pouvant utiliser un fusil. À leur retour, Jamie s'est attaché à sa fille et ne veut pas la voir partir.

### Épisode 10:Au plus profond du cœur
- États-Unis /  Canada : 6 janvier 2019 sur Starz / W Network

Jamie a appris pour le viol de Brianna et essaie de lui faire comprendre que seul le temps l'aidera à passer la douleur, mais sa condition de fille-mère le dérange. Claire lui propose également de l'aider à avorter si elle le souhaite, tout comme elle pourrait retourner au XXe siècle mais elle doit le faire tant qu'elle est enceinte, aussi c'est une décision qu'elle doit prendre vite.
Brianna a encore des cauchemars de Stephen Bonnet et Lizzie essaie de la rassurer. La servante finit par avouer que l'homme qu'elle a vu avec elle à Wilmington est venu à Fraser's Ridge une semaine auparavant et Brianna comprend la méprise, mais surtout que Jamie et Ian l'ont battu et chassé. Quand Brianna les confronte, Ian avoue qu'il a vendu Roger aux Mohawks, qui vivent au nord de New-York, un voyage qui pourrait durer. Brianna, qui a choisi de garder l'enfant en espérant qu'il est bien de Roger, leur ordonne de se racheter en allant récupérer son fiancé. Refusant de laisser seules Brianna et Lizzie, Jamie demande à Murtagh de les amener à River Run aux soins de tante Jocasta avant de lui demander de capturer secrètement Stephen Bonnet.

### Épisode 11:Tel père, telle fille
- États-Unis /  Canada : 13 janvier 2019 sur Starz / W Network

Roger n'a finalement pas traversé les pierres et a été recapturé par les Mohawks. Jamie, Claire et Ian continuent de suivre leur piste, commençant à craindre le pire en trouvant l'autre homme vendu avec Roger, mort depuis un mois. Roger survit jusqu'au camp, où dès son arrivée, la tribu commence à le battre.
À Wilmington, Murtagh est activement recherché. En attendant le prochain passage de Stephen Bonnet dans la ville, il se cache chez Fergus et Marsali, d'où il continue d'organiser les attaques de Régulateurs. Fergus peine à trouver du travail avec son handicap, aussi Marsali demande à Murtagh de l'enrôler s'il le peut. Bonnet revient finalement en ville. Murtagh l'assomme et le capture mais ils sont surpris par des gendarmes qui les arrêtent tous les deux.

### Épisode 12:Providence
- États-Unis /  Canada : 20 janvier 2019 sur Starz / W Network

- Yan Tual (Père Alexandre Ferigault)
- Sera-Lys McArthur (Johiehon)

Brianna a une demande à faire au lord Grey : elle veut voir une dernière fois Stephen Bonnet avant sa pendaison, pour lui révéler sa grossesse et tourner définitivement la page. Le lord accepte à contrecœur et accompagne la future mère à Wilmington. Murtagh est également emprisonné et Fergus organise sa libération, encourage par Marsali, avant qu'ils ne partent pour Fraser's Ridge. Alors que Brianna confronte une dernière fois son violeur, les Régulateurs entrent de force dans la prison et libèrent Murtagh sans faire de blessé. Le lord Grey laisse faire et assure la fuite de Brianna alors que les Régulateurs font exploser le bâtiment. Avant l'explosion, Stephen Bonnet a profité de la confusion pour récupérer les clés.

### Épisode 13:Un homme de valeur
- États-Unis /  Canada : 27 janvier 2019 sur Starz / W Network

Claire, Jamie et Ian arrivent près du camp Mohawk, espérant faire du troc pour récupérer Roger, mais après un accueil froid, le chef cesse toute négociation en voyant que Claire porte la pierre qu'elle a trouvé dans un crâne en forêt. En s'éloignant du camp, une femme du clan et quelques bannis les attaquent pour la pierre. Claire demande pourquoi et elle écoute l'histoire : la pierre appartenait à un Amérindien affirmant venir du futur pour prévenir les Mohawk et les préparer au conflit contre les envahisseurs blancs, mais à force de conflits, les Mohawk se sont retournés contre lui et l'ont tué. Claire accepte de leur céder la pierre s'ils les aident à libérer Roger. Ils se font surprendre et stopper, la femme finit bannie et pour libérer Roger, le chef ne voit qu'un échange. Jamie est prêt à se laisser faire quitte à s'évader plus tard mais Ian se propose à sa place et compte rester, pour prouver sa valeur. Ian subit l'épreuve de la haie et réussit, étant officiellement intégré au clan.